# Belügyminisztérium III/II. Csoportfőnökség
A Belügyminisztérium III/II. Csoportfőnökség a Magyar Népköztársaság politikai rendőrségének a külső elhárítással, azaz kémelhárítással foglalkozó része volt 1962 és 1990 között. Részét alkotta a Belügyminisztérium III. Főcsoportfőnökségének, a pártállam állambiztonsági szolgálatának.

## Előzmények
Az Osztrák–Magyar Monarchia idején a Nyilvántartó Iroda volt az első modern hírszerző és kémelhárító szervezet, de ennek vezetése túlnyomórészt osztrák kézben volt és elsősorban osztrák érdekeket szolgált. A második világháború előtt a magyar kémelhárítás és a hírszerzés továbbra is egy szervezeten belül,  a Magyar Honvédség Vkf-2 Csfség keretében tevékenykedett.
1945 után a kémelhárítás feladatait a Honvédelmi Minisztérium Katonapolitikai Osztálya, majd a HM Katonapolitikai Főcsoportfőnöksége látta el. 1948 végétől 1950 februárjáig ez a szervezet a HM Katonai Elhárító Főcsoportfőnökségeként működött. Időközben az 1946 végén felállított Magyar Államrendőrség Államvédelmi Osztálya (ÁVO) is kapott hasonló feladatokat. Itt a II. alosztályhoz tartozott a külső polgári elhárítás, azaz az idegen államok megbízottai ellen a civil állambiztonsági szervek keretében folytatott védekező tevékenység. 1948-ban a szervezet a Belügyminisztérium Államvédelmi Hatósága (ÁVH) néven alakult újjá, és ezen belül a „B” ügyosztály feladatai közé tartozott a bel- és külföldi elhárítás, azaz a hazai „reakció” és a külföldi hírszerzők elleni tevékenység.
1949-től az Államvédelmi Hatóság a Belügyminisztériumtól önállóvá vált, ezentúl ennek az I. Főosztályának a feladata volt a belső reakció elhárítása és a kémelhárítás egyaránt, a II. Főosztály hatáskörébe tartozott a katonai elhárítás (a katonaságon belüli külföldi hírszerzés felderítése és elhárítása), amit elvettek a hadseregtől. 1953-tól, újabb szervezeti átalakulás következtében, az államvédelem szervei a Belügyminisztérium keretein belül működtek.
Az 1956-os forradalom után, 1956. december 30-án, az 1956. évi 35. törvényerejű rendelet alapján alakult meg a BM II. (politikai nyomozó) Főosztálya. Ezen belül a kémelhárítás feladatkörét a 2. osztály látta el. 1962 augusztusában jött létre az új, egységes állambiztonsági szervezet, a Belügyminisztérium III. Főcsoportfőnökség formájában, amin belül a III/II. Csoportfőnökség foglalkozott a kémelhárítással a rendszerváltásig.

## Szervezeti felépítése
Központi állomány:
- III/II-1. osztály: elhárítás az USA és egyes latin-amerikai országok hírszerzésével szemben
- III/II-2. osztály: elhárítás az NSZK és Ausztria hírszerzésével szemben
- III/II-3. osztály: elhárítás a többi európai NATO-ország és semleges államok hírszerzésével szemben
- III/II-4. osztály: elhárítás a közel- és távol-keleti országok hírszerzésével szemben, magyarországi ösztöndíjasok között
- III/II-5. osztály: határon túli operatív intézkedések
- III/II-6. osztály: hadiipar, közlekedés, hírközlés, hatóságok és minisztériumok preventív védelme
- III/II-7. osztály: elhárítás a nemzetközi együttműködés területein
- III/II-8. osztály: elhárítás az idegenforgalom területén és az amnesztiával hazatértek között
- III/II-9. osztály: elemzés, értékelés, tájékoztatás
- III/II-10. osztály: nemzetközi együttműködés, elhárítás harmadik országban
- III/II-11. osztály: hírösszeköttetés, operatív nyilvántartás, ellátmány

Ezen kívül a kémelhárításnak valamennyi megyei és a budapesti rendőr-főkapitányságon volt saját területi szerve, osztálya.

## Utódszervezete
A csoportfőnökség feladatai közül azokat, amelyek a demokratikus jogállamban is szükségesek maradtak, 1990-től a Nemzetbiztonsági Hivatal vette át. Ez utóbbi neve 2010-ben Alkotmányvédelmi Hivatalra változott.